# Свято-Успенська церква (Марківка)
Свято-Успенська церква (Марківка)— дерев’яна православна церква, збудована в 1767 році в селі Марківка Томашпільського району Вінницької області. Пам’ятка архітектури національного значення. Неодноразово перебудовувалася та відновлювалася після руйнувань.

## Історія
Церкву збудовано 1767 року — в рік, коли Марківка отримала магдебурзьке право. Зведена без використання цвяхів. У 1848 році, через загрозу руйнування, споруду підняли й поставили на кам’яні підмурки. У 1879 році ґонтове покриття дахів замінили на металеве.
До ансамблю також входить триярусна дзвіниця. 

## Архітектура
Церква є зразком подільської архітектурної школи. Триповерхова, трибанна, із високими зрубами та вертикальною дерев’яною обшивкою. Середня баня — вища за дві інші. Із заходу та півдня облаштовані притвори, з півночі прибудована частина, що примикає до вівтаря.
Західний притвор акцентовано ампірним чотириколонним портиком із трикутним фронтоном. Восьмигранні зруби перекриті бароковими верхами з перехопленнями, розміщені на високих світлових восьмериках із заломом, увінчані главками.
Інтер’єр вирізняється високим центральним простором і пласкими стелями в бічних частинах. Бабинець біля східної стіни сполучено з центральним зрубом двоярусним прямокутним вирізом.
Західніше від храму розташована триярусна дзвіниця з бароковою главою; перший її ярус — зрубний, піддашшя його оточує з усіх боків, а верхні — каркасної конструкції.

## Сучасний стан
Церква чинна, належить до Могилів-Подільської єпархії Української православної церкви (Московський патріархат).